# Pohřebiště jugoslávských panovníků

Znak Jugoslávského království

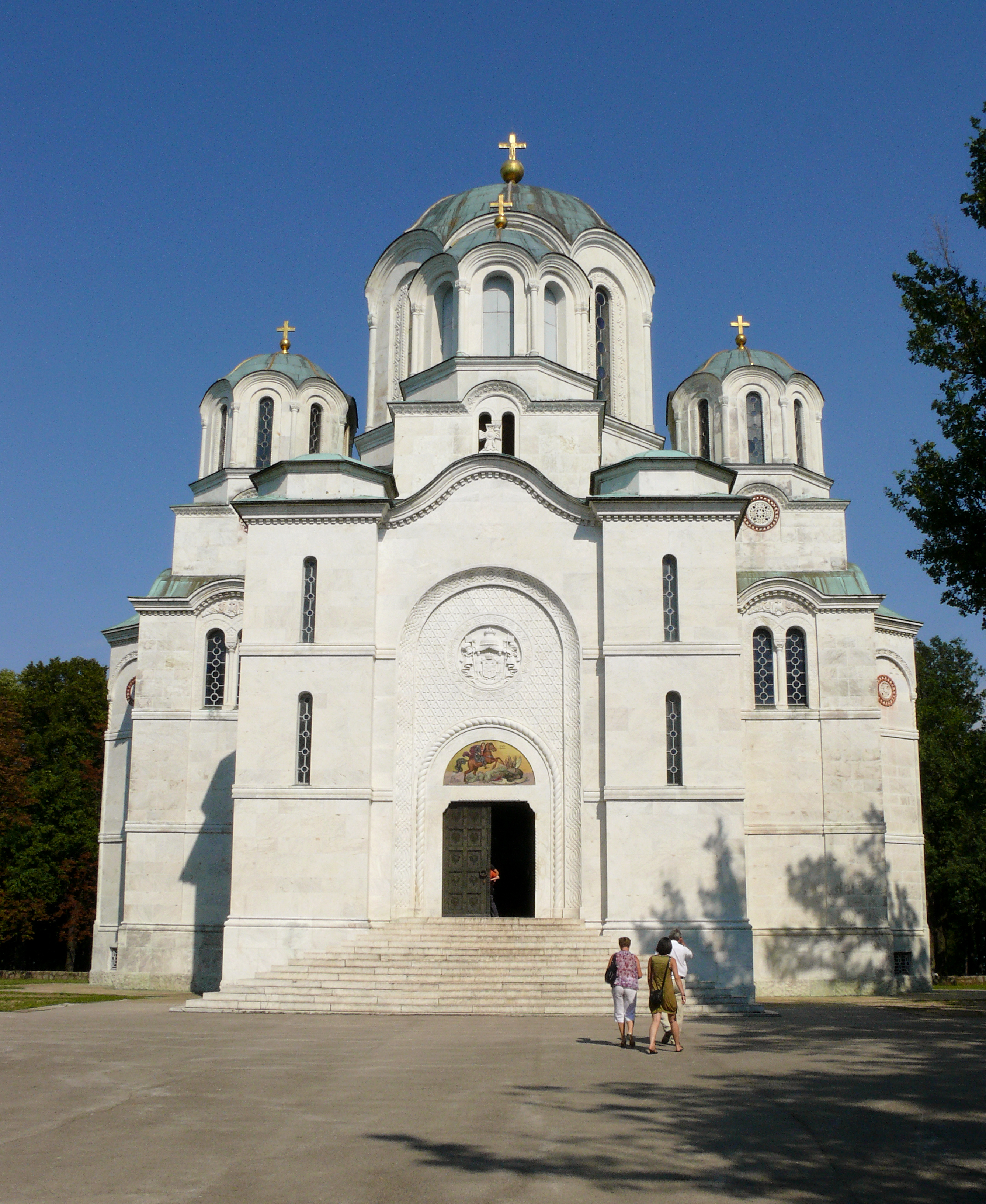
Kostel sv. Jiří (Oplenac) v Topole

Toto je seznam pohřebišť panovníků Jugoslávského království, které existovalo v letech 1882 až 1945 (do roku 1918 jako Srbské království a do roku 1921 jako Království Srbů, Chorvatů a Slovinců). 
Všichni králové z dynastie Karađorđevićů byli pohřbeni v kapli svatého Jiří (zvané Oplenac) v Topole, s výjimkou posledního krále Petra II., který byl, jako jediný evropský panovník pochován v USA. Jeho ostatky však byly později rovněž převezeny do Oplenace.
| Jméno                           | Doba života | Místo pohřbení |
| ------------------------------- | ----------- | --- |
| král Milan I.                   | 1854–1901   | Krušedolský monastýr; Fruška Gora |
| Natálie Keșcu                   | 1859–1941   | Hřbitov v Lardy; Seine-et-Oise |
| král Alexandr I. Obrenović      | 1876–1903   | Chrám svatého Marka (Bělehrad) |
| Draga Mašínová                  | 1864–1903   | Chrám svatého Marka (Bělehrad) |
| král Petr I.                    | 1844–1921   | Kostel svatého Jiří (Oplenac); Topola |
| Zorka Černohorská               | 1864–1890   | Kostel svatého Jiří (Oplenac); Topola |
| král Alexandr I. Karađorđević   | 1888–1934   | Kostel svatého Jiří (Oplenac); Topola |
| Marie Rumunská                  | 1900–1961   | Kostel svatého Jiří (Oplenac); Topola |
| princ-regent Pavel Karađorđević | 1893–1976   | Cimetière de Bois de Vaux v Lausanne, 2. část, odd. 41, č. 657                                                                                  |
| Olga Řecká a Dánská             | 1903–1997   | Cimetière de Bois de Vaux v Lausanne, 2. část, odd. 41, č. 658                                                                                  |
| král Petr II.                   | 1923–1970   | Původně srbský pravoslavný chrám sv. Sávy v Libertyville, Illinois, USA, roku 2013 ostatky převezeny do kostela svatého Jiří (Oplenac) v Topole |
| Alexandra Řecká a Dánská        | 1921–1993   | Kostel svatého Jiří (Oplenac); Topola |